# Antiphiona
Antiphiona é um género botânico pertencente à família Asteraceae.